# 讚岐牟禮站
讚岐牟禮站（日语：／ Sanuki-mure eki */?）是位於日本香川縣高松市，隸屬於四國旅客鐵道（JR四國）的鐵路車站。車站編號為T20。本站與木太町站及古高松南站皆為國鐵末期才設立的車站，以方便屬高松市近郊地區的居民使用。而本站又位處縣立高松北中學暨高等院校附近，因此吸納了不少學生使用。
本站建於國道11號「志度街道」旁，並且位處彎道；國道的另一邊則為高松琴平電氣鐵道（琴電）志度線的八栗新道站，由於高德線下行方向的下一站為志度站，但志度線下行方向則還設有三個中途站才到達琴電志度站，因此本站便成為兩線的轉車站。
由於本站成立時，國鐵早已於長野縣的信越本線上設有牟禮站，故本站的站名遂加上舊令制國名稱「讚岐」作為區別。

## 車站結構
本站採用簡易車站規格，因此未設有站房，亦不設有附儲物室及洗手間的綜合式候車亭。有蓋候車亭位於月台中央位置，並設置數個座位供候車客使用。候車亭旁則為小屋式的自動售票機。

### 月台配置
設有側式月台1個，只能提供1線1面的配置，列車並不能在本站交換行駛。月台的有效長度為5輛。由於站台闊度相對較窄，當不停站列車通過時的氣流可能會造成危險，因此自動售票機的小屋有時成為了乘客等候的地方。
車站入口設於月台中央，剛好在候車亭的旁邊，由月台向前為樓梯出入口，左端為無障礙斜道出入口。列車停靠時往栗林及高松方向為右側上落，往志度及德島方向則左側上落。
| 路線    | 方向 | 目的地                                                 |
| ------- | ---- | ------------------------------------------------------ |
| ■高德線 | 下行 | Orange Town、三本松、引田、德島、直通■牟岐線至阿南方向 |
| ■高德線 | 上行 | 高松方向                                               |

## 歷史
- 1986年11月1日：開業。
- 1987年4月1日：日本國鐵分割民營化，車站的營運由JR四國繼承。

## 歷年乘客人數
- 258人（2008年度）
- 251人（2009年度）

## 相鄰車站
四國旅客鐵道（JR四國）
■高德線
八栗口（T21）－讚岐牟禮（T20）－志度（T19）

## 外部連結
- JR四國讚岐牟禮發車資訊 （页面存档备份，存于）（日語）